# Chotiv
Chotiv (německy Chotiw) je malá vesnice, část obce Žďár nad Orlicí v okrese Rychnov nad Kněžnou. Nachází se asi 3,5 km na východ od Žďáru nad Orlicí. V roce 2009 zde bylo evidováno 16 adres. V roce 2001 zde trvale žilo 18 obyvatel.
Chotiv leží v katastrálním území Žďár nad Orlicí o výměře 9,36 km2.

## Další fotografie

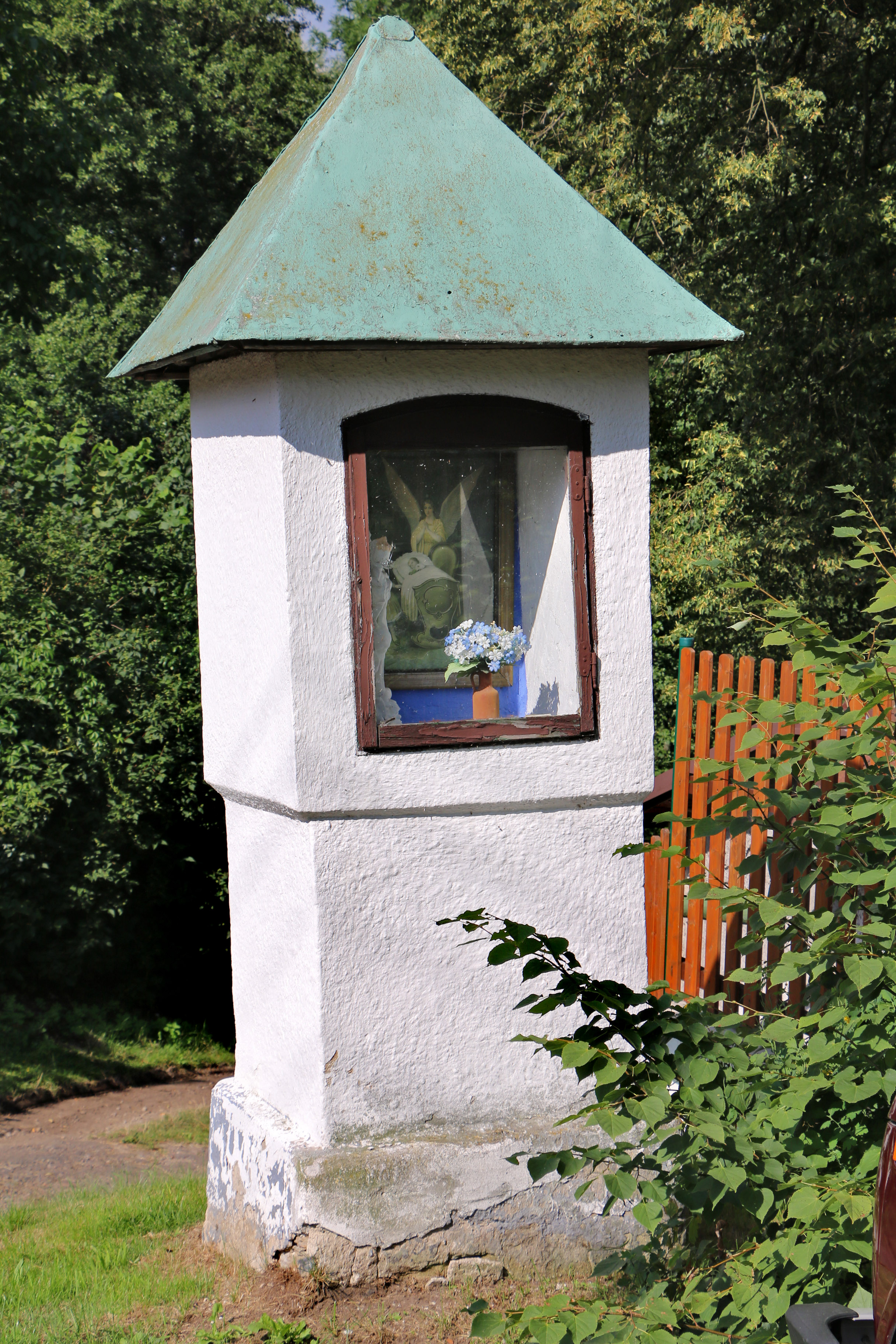
Kaplička u silnice
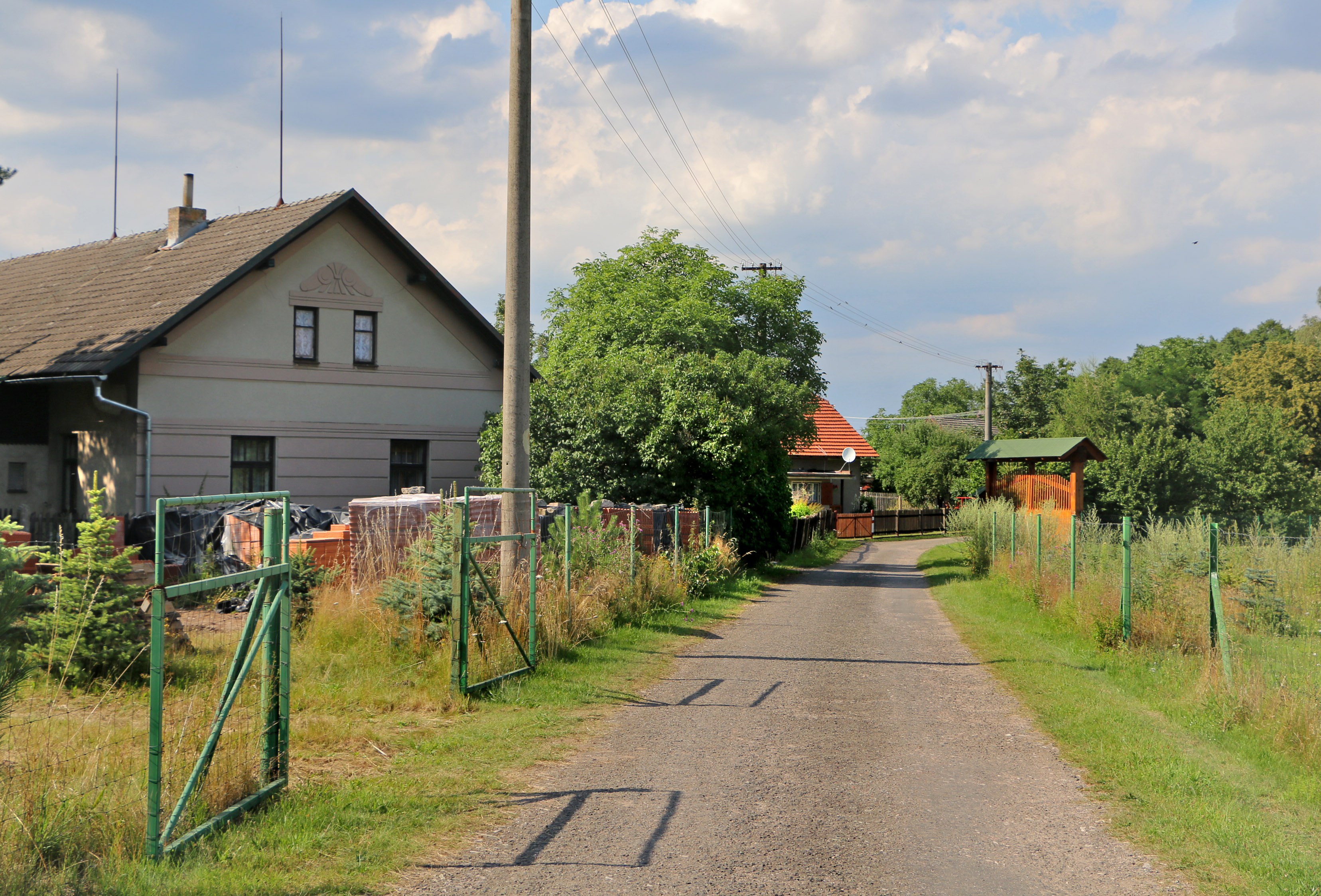
Cesta ke vsi
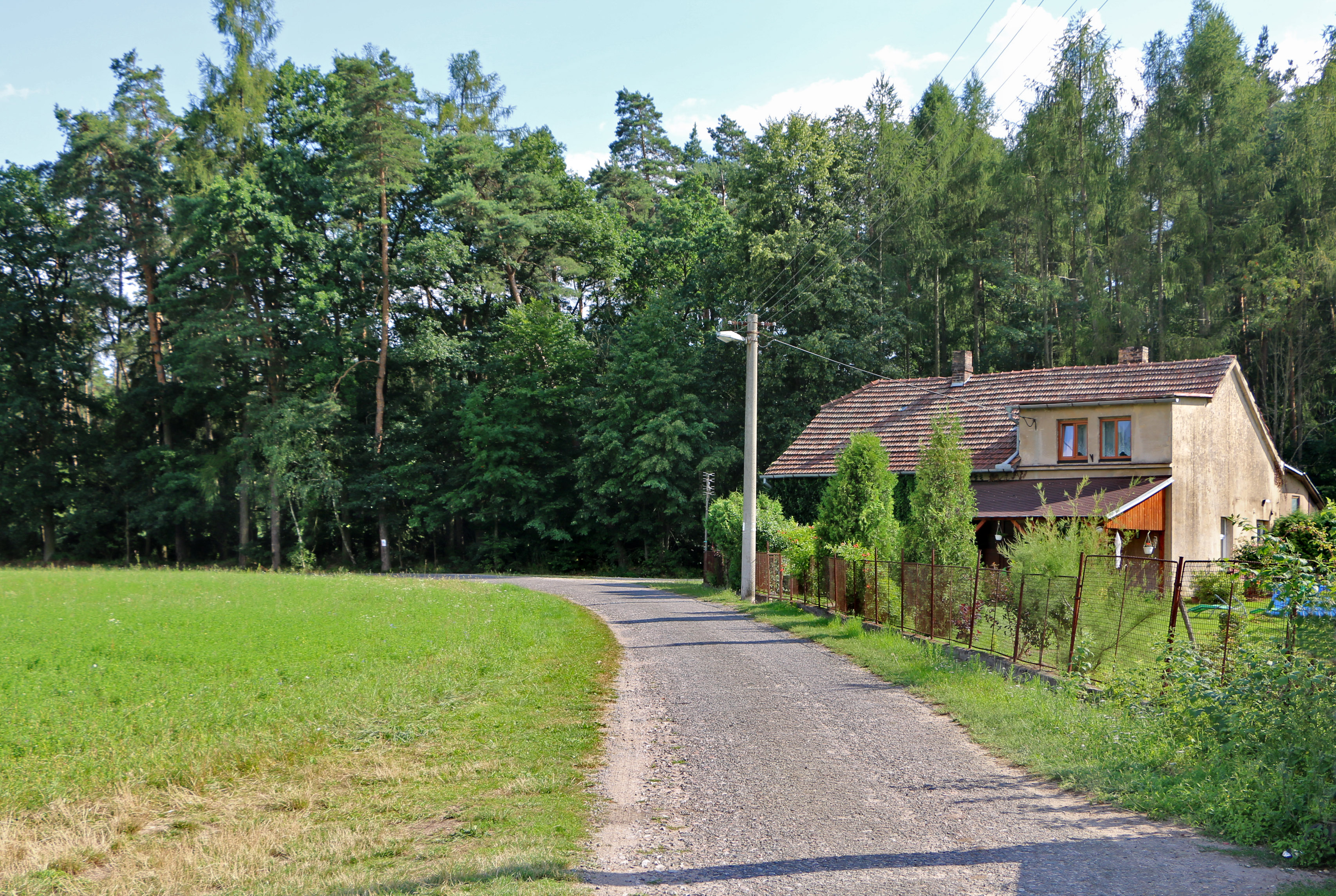
Samota